# Nicolas Malfin
Nicolas Malfin, né le 24 septembre 1971 à Dreux, est un auteur de bande dessinée et illustrateur (notamment de jeux) français. Il est connu pour être le dessinateur de la série de science-fiction Golden City, publiée depuis 1999 par Delcourt.

## Biographie
Malfin se forme en autodidacte à la bande dessinée. Il est titulaire d'un DEA en physique des matériaux. Il débute chez Delcourt avec la série Golden City. En parallèle, il illustre des jeux de rôles et des jeux de cartes.

## Publications
- Golden City (dessin), avec Daniel Pecqueur (scénario), Delcourt, coll. « Neopolis », 15 vol., 1999-2023.
  - Blue Adventures, Delcourt, 2013  (ISBN 9782756041605). Recueil d'illustrations liées à l'univers de Golden City.
- Cézembre, Dupuis, coll. « Aire libre »,

1. Première partie, 2012  (ISBN 9782800148724).
2. Seconde partie, 2019  (ISBN 978-2-8001-7037-4)[3].

## Illustrations de jeux
- Polaris 3e édition
- Pirates des Caraïbes